# KFC Diepenbeek
KFC Diepenbeek is een Belgische voetbalclub uit Diepenbeek. De club is aangesloten bij de KBVB met stamnummer 5004 en heeft bordeaux en oranje als clubkleuren. De club treedt aan met 2 eerste elftallen, 3 reserve-elftallen, 2 damesploegen en diverse jeugdploegen.

## Geschiedenis
In 1951 was in Diepenbeek voetbalclub SK Diepenbeek ontstaan, met geel en blauw als clubkleuren. In 1972 splitste zich daarvan een nieuwe club af, SV Rooierheide. De club sloot zich in 1973 aan bij de Belgische Voetbalbond onder stamnummer 8004 en nam groen en zwart als kleuren aan. Rooierheide bleef er de volgende jaren in de provinciale reeksen spelen.
Toen de jeugdwerking van Diepenbeek op het eind van de 20ste eeuw het moeilijk kreeg, kwam het tot fusiegesprekken tussen de twee Diepenbeekse clubs. Uiteindelijk smolten de clubs in 2001 samen en ging men verder als SK Rooierheide. Men speelde verder met stamnummer 8004 van Rooierheide en de clubkleuren werden geel en groen, een combinatie van de kleuren van de vroegere clubs.
Na verschillende seizoenen in Tweede Provinciale zakte SK Rooierheide in het eerste decennium van de 21ste eeuw naar Derde Provinciale. In 2011 promoveerde men nog eens naar Tweede Provinciale via de eindronde, maar na een jaar degradeerde men weer naar Derde Provinciale. De club zakte verder werd weg, want in 2014 eindigde men ook daar laatste en degradeerde men naar Vierde Provinciale, het allerlaagste niveau. In het seizoen 2014 - 2015 kende de club weer een hoogtepunt. Het promoveerde, via eindronde opnieuw naar derde provinciale.
In 2018 werd beslist om de nog twee bestaande voetbalploegen in Diepenbeek, SK Rooierheide en KVVZ Diepenbeek te fusioneren tot één club met als naam KFC Diepenbeek, Koninklijke Fusie Club Diepenbeek. De club besliste om een A-ploeg in 3de provinciale en een B-ploeg in 4de provinciale in te schrijven. De eerste elftallen, reserve-elftallen en damesploegen gingen aan het complex op de Waardestraat spelen, de vroegere thuisbasis van KVVZ Diepenbeek. De jeugd kreeg het complex op de Heidestraat ter beschikking, de vroegere thuisbasis van SK Rooierheide. 
In het seizoen 2022/23 behaalde het eerste elftal de titel in Derde Provinciale waardoor promotie naar de Tweede Provinciale afgedwongen werd. In november 2022 opende het nieuwe complex aan de Waardestraat, genaamd het Albert Stadion. Het nieuwe stadion beschikt over twee nieuwe kunstgrasvelden en zal zowel door de senioren als door de jeugd gebruikt worden.

## Resultaten

### Mannen
| Seizoen | Klasse | Klasse | Klasse | Klasse | Klasse | Klasse | Klasse | Klasse | Klasse | Reeks                                                    | Punten                                                   | Opmerkingen                                              |
|         | 1A     | 1B     | 1Am    | 2Am    | 3Am    | P.I    | P.II   | P.III  | P.IV   | Vanaf 2016-17 zijn er 3 nationale en 2 regionale niveaus | Vanaf 2016-17 zijn er 3 nationale en 2 regionale niveaus | Vanaf 2016-17 zijn er 3 nationale en 2 regionale niveaus |
| ------- | ------ | ------ | ------ | ------ | ------ | ------ | ------ | ------ | ------ | -------------------------------------------------------- | -------------------------------------------------------- | -------------------------------------------------------- |
| 2018/19 |        |        |        |        |        |        |        | 2      |        | Derde Prov. Limburg C                                    | 51                                                       |                                                          |
| 2019/20 |        |        |        |        |        |        |        | 7      |        | Derde Prov. Limburg C                                    | 36                                                       | Vroegtijdig stopgezet wegens de Coronacrisis.            |
| 2020/21 |        |        |        |        |        |        |        | -      |        | Derde Prov. Limburg A                                    | -                                                        | Geschrapt wegens de Coronacrisis.                        |
| 2021/22 |        |        |        |        |        |        |        | 1      |        | Derde Prov. Limburg C                                    | 68                                                       | Kampioen                                                 |
| 2022/23 |        |        |        |        |        |        | 4      |        |        | Tweede Prov. Limburg A                                   | 56                                                       |                                                          |
| 2023/24 |        |        |        |        |        |        | 6      |        |        | Tweede Prov. Limburg A                                   | 49                                                       |                                                          |
| 2024/25 |        |        |        |        |        |        | 10     |        |        | Tweede Prov. Limburg A                                   | 39                                                       |                                                          |
| 2025/26 |        |        |        |        |        |        |        |        |        | Tweede Prov. Limburg A                                   |                                                          |                                                          |

### Vrouwen
| Seizoen | Reeks                  | Niveau | Plaats | Punten | Beker | Opmerkingen                          |
| ------- | ---------------------- | ------ | ------ | ------ | ----- | ------------------------------------ |
| 2018/19 | Tweede Prov. Limburg A | 5      | 1      | 46     |       |                                      |
| 2019/20 | Eerste Prov. Limburg   | 4      | 6      | 41     |       |                                      |
| 2020/21 | Eerste Prov. Limburg   | 4      | -      | -      | -     | Competitie geschrapt wegens Covid-19 |
| 2021/22 | Eerste Prov. Limburg   | 4      | 7      | 18     |       |                                      |
| 2022/23 | Eerste Prov. Limburg   | 4      | 6      | 24     |       |                                      |
| 2023/24 | Eerste Prov. Limburg   | 4      | 4      | 31     |       |                                      |
| 2024/25 | Eerste Prov. Limburg   | 4      | 1      | 54     |       |                                      |
| 2025/26 | Interprovinciale B     | 3      |        |        |       |                                      |